# 旧曹赫-武斯韦克
旧曹赫-武斯韦克（德語：Alt Zauche-Wußwerk）是德国勃兰登堡州的一个市镇，隶属于达默-施普雷瓦尔德县。总面积为33.31平方千米，截至2020年总人口为483人。